# Olbia (Fekete-tenger)

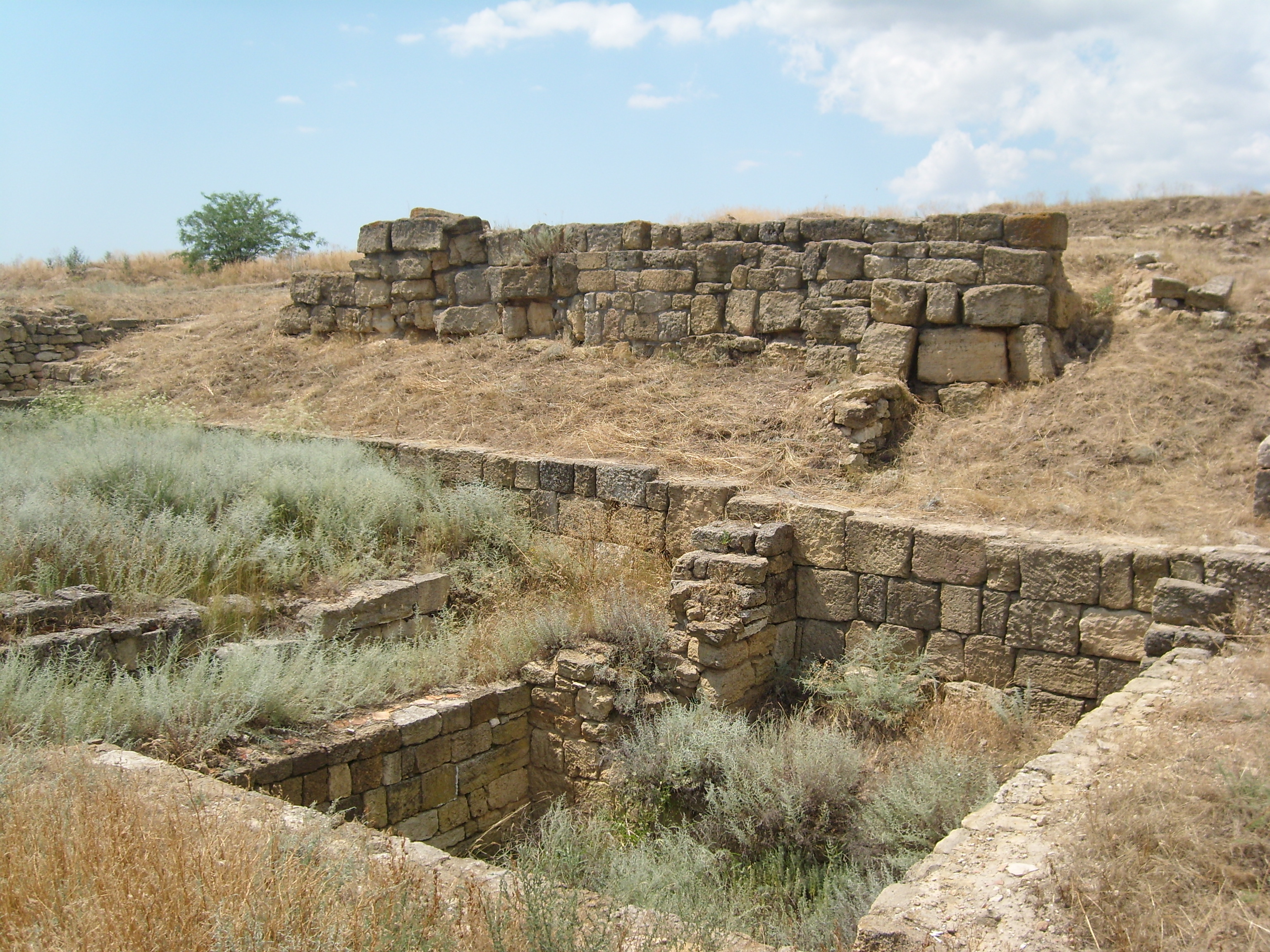

Olbia vagy Olbia Pontiké (görögül: Ὀλβία Ποντική, ukránul: Ольвія)  ókori görög város volt a Fekete-tenger északi partján, a Déli-Bug torkolatánál. 
A várost a milétosziak alapították az i. e. 7. században, hogy innen kereskedjenek a szkítákkal. Végleg az. i. sz. 3-4. században hagyták el, miután a gótok elpusztították. 

## Elhelyezkedése

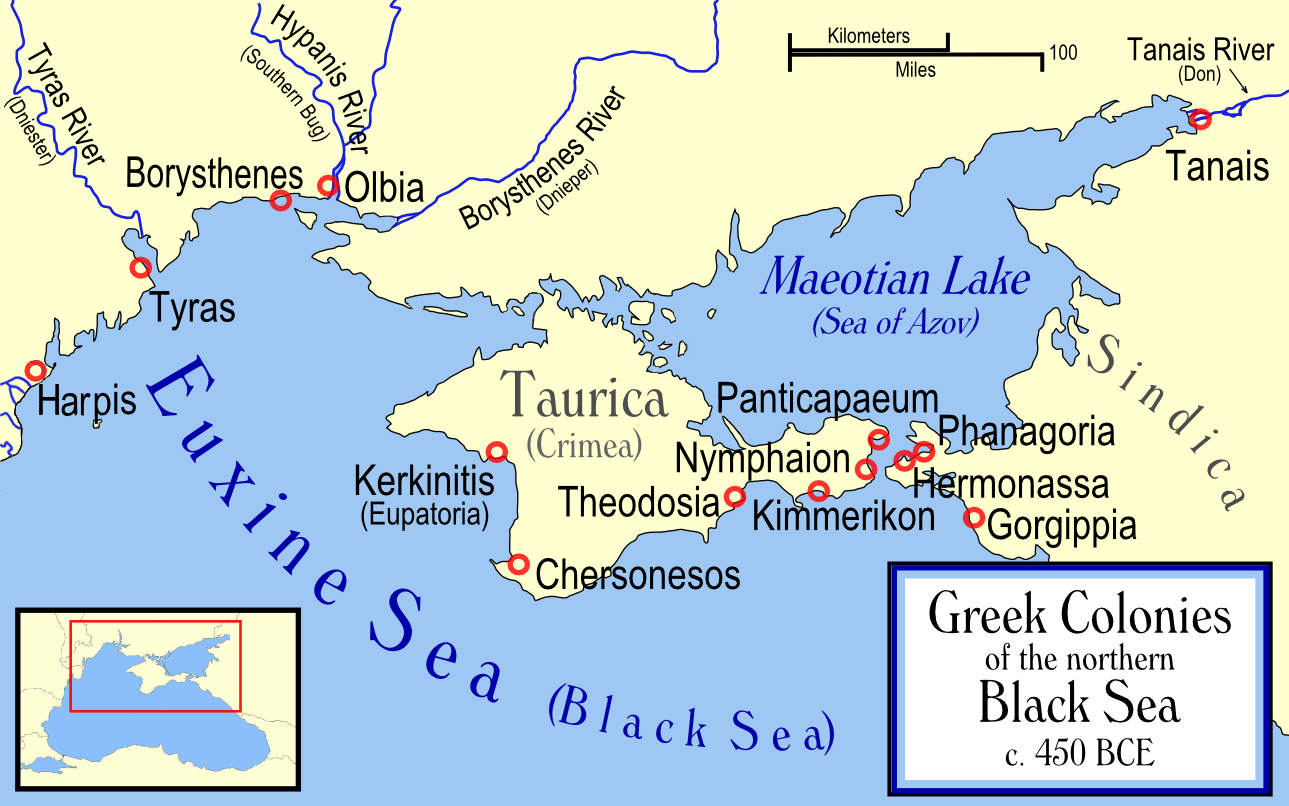
Görög kolóniák a Fekete-tenger északi partvidékén

Olbia a Déli-Bug (akkori nevén Hüpanisz) jobb partján helyezkedett el, közvetlenül a folyó torkolata előtt, a mai Ukrajna Mikolajivi területén, Parutino falunál. A kolónia mintegy 50 hektáron terült el. Városfalai nagyjából egyenlő szárú háromszöget alkotnak, amely kb. másfél km hosszú és háromnegyed km. széles. Környékén néhány kisebb település is létezett (a mai Viktorivka és Dnyiprovszke helyén), amelyben feltehetően szintén görögök éltek.
Olbia alsóvárosát (amelyet mára nagyrészt elöntött a Bug) főleg a kikötő és a kézművesnegyed alkotta. A felsőváros kőből épült lakóházai egy agora köré csoportosultak. A települést tornyokkal megerősített kőfal védte az esetleges ellenségtől. Az első telepesek a felsőváros területén építették fel házaikat még a görög archaikus korban. Az i. e. 6. századtól négyzetrácsos utcarendszert vezettek be (másodikként Szmürna után).
A város történetének kései szakaszában felépült az akropolisz. Az i. e. 6. században szentélyt, az 5. század elején pedig egy Apollón Delphiniosznak szentelt templomot emeltek az olbiaiak.

## Története

### Archaikus és klasszikus kor

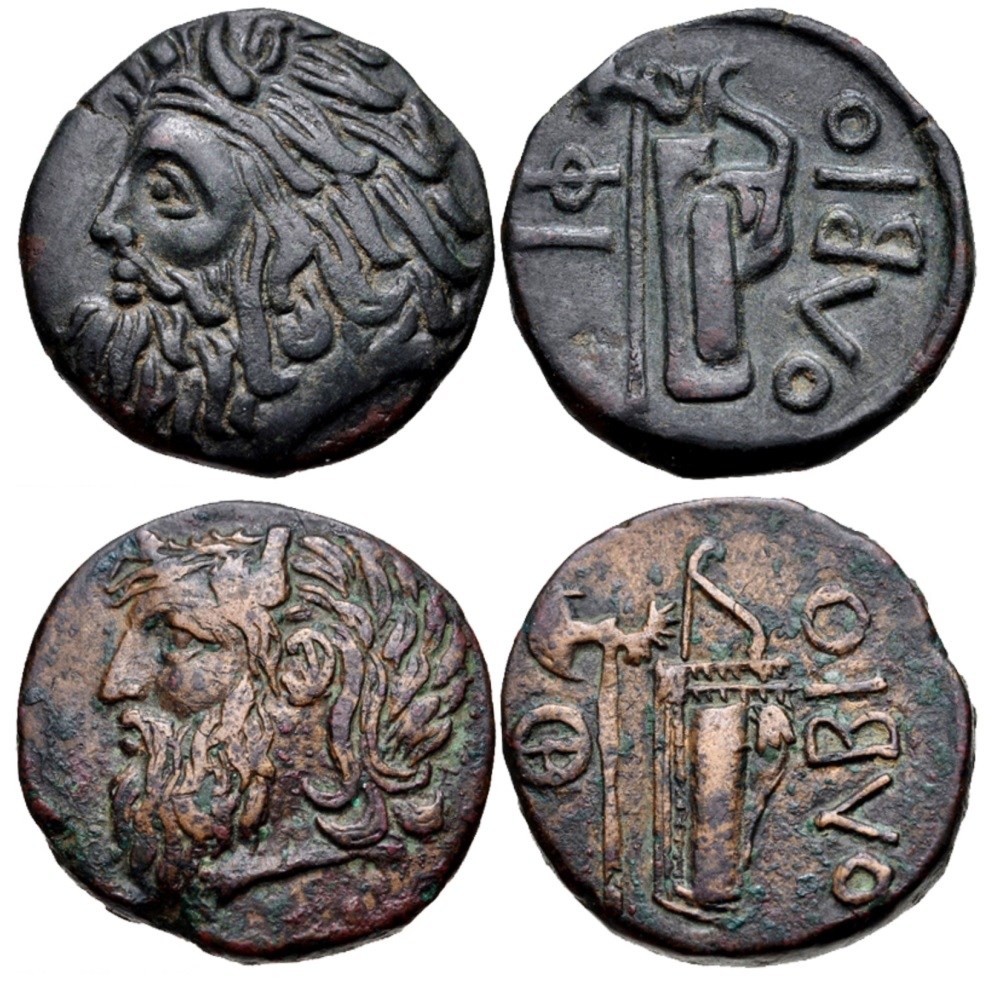
Borüszthenész folyamistent ábrázoló olbiai pénzek

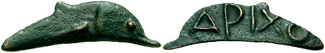
Sajátos olbiai delfinpénz (i. e. 5-4. század)

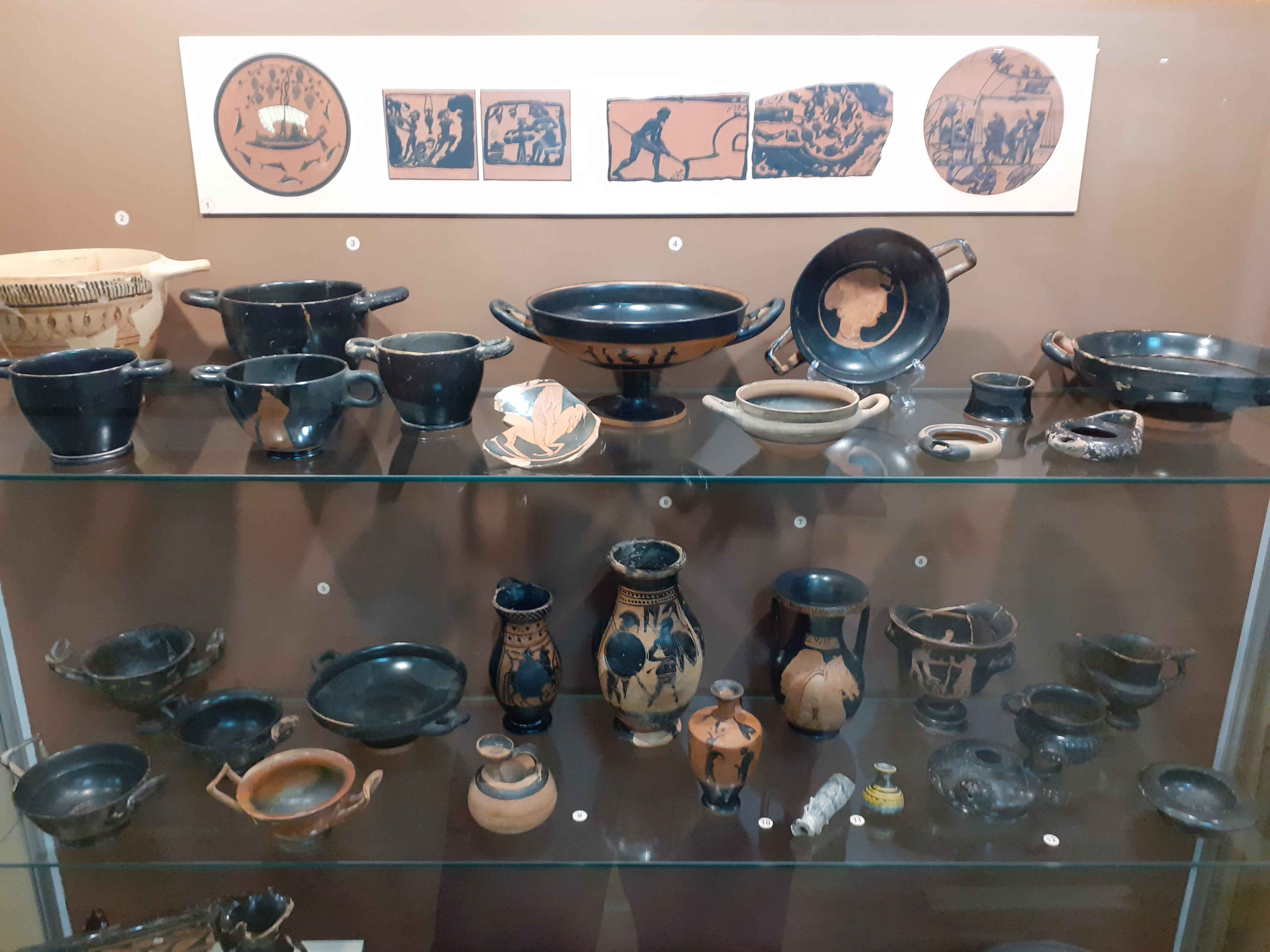
Olbiai cserépedények (Mikolajivi múzeum)

A mintegy egy évezredig fennálló várost a milétosziak alapították, hogy innen kereskedjenek a szkítákkal, akik gabonájukat, halukat, rabszolgáikat különböző görög árucikkekre cserélték. A kolónia nevének jelentése görögül "vidám" vagy "gazdag". A görög megtelepedés első nyomára a Déli-Bug torkolatában fekvő, apró Berezany-szigeten bukkantak a régészek; az itt kiásott cserépedények az i. e. 7. század végéről származnak. Lehetséges hogy területén már létezett korábban a kis szkíta település és az sem zárható ki, hogy a sziget az ókorban még félsziget volt. A berezanyi városka az. i. e. 5. századig állt fenn, amikor feltehetően beleolvadt a gyorsan növekvő Olbiába.
Az i. e. 5. században Olbiát meglátogatta Hérodotosz, akitől a város és lakóinak legrészletesebb leírása származik.
Az i. e. 5. századtól saját bronzpénzt vertek, amely a hagyományos kerek érmealakot mutatta, rajta gorgófővel; de készítettek egyedi, delfin alakú pénzt is. Utóbbiról feltételezik, hogy Apollón Delphiniosz templomának áldozati ajándékaiból származik.
Egyes feltételezések szerint a korai hellén vallást, különösen az orfikus misztériumokat nagyban befolyásolhatta a sztyeppei népek sámánisztikus hite. Az Olbiában talált nagyszámú orfikus szimbólum alátámasztja azt az elképzelést, hogy Olbia volt a két kultúra érintkezésének egyik gócpontja.

### Hellenisztikus és római kor
A város alkotmányának elfogadása után kapcsolatát Milétosszal szerződéssel szabályozták. Az i. e. 4. században közösen léptek fel Nagy Sándor hadvezére, Zopürion ellen. Az i. e. 3. század végére az olbiai gazdaság súlyos helyzetbe került, kénytelen volt bizottságot felállítani, amely gabonát osztott ki a lakosság között és elfogadta Szkilurosz szkíta király fennhatóságát. Az i. e. 1. században VI. Mithridatész pontoszi király uralma alatt ismét megnőtt a jelentősége, de aztán i. sz. 48 körül Burebista géta harcosai kifosztották, amely súlyos csapást mért Olbia prosperitására és lakosságának kétharmadát elvesztette.  
A rómaiak némileg rendbehozták a várost, de lakossága nem érte el a korábbit és feltehetően nagyrészt barbárokból állott. Az i. sz. 1. század végén Dión Khrüszosztomosz meglátogatta Olbiát, amelyet Borüsztenészi értekezésében írt le (Olbiát a közeli Dnyeper-torkolat miatt gyakran Borüsztenésznek hívták).
A Moesia Inferior provinciához tartozó várost a 3-4. században a gótok legalább kétszer felgyújtották és azután lakói elhagyták. 

## Ásatások
Az Ocsakivi járáshoz tartozó Parutino falu területén fekvő Olbia ma védett régészeti zóna. 1902 előtt a Muszin-Puskin grófok birtoka volt, akik megtiltották a régészeti ásatásokat. 1901-1095 és 1924-1926 között Borisz Farmakovszkij vezetésével zajlott a város maradványainak feltárása. Mivel a terület az ókor után lakatlan maradt, nagy mennyiségben találtak leleteket, ezek közül a látványosabbak a szentpétervári Ermitázsban láthatók. Az újabb ásatásokat sürgeti, hogy a tenger és a Déli-Bug fokozatosan elmossa a partvidéket. 2016-ban a Varsói Nemzeti Múzeum régészeinek vezetésével újabb feltárásokra került sor.  
Az érdekesebb leletek közé tartozik egy viszonylag jó állapotban megmaradt, archaikus korból származó görög ház a későbbi akropolisz területéről, valamint egy ólomtáblára írt, i. e. 500 körüli levél, melyben egy rabszolga eltulajdonítása miatt panaszkodnak.

## Fordítás
- Ez a szócikk részben vagy egészben  az   Olbia (archaeological site) című angol Wikipédia-szócikk ezen változatának fordításán alapul.  Az eredeti cikk szerkesztőit annak laptörténete sorolja fel. Ez a jelzés csupán a megfogalmazás eredetét és a szerzői jogokat jelzi, nem szolgál a cikkben szereplő információk forrásmegjelöléseként.